# Kézi szivattyú

A kézi szivattyú részei

Animáció a kézi szivattyú működéséről

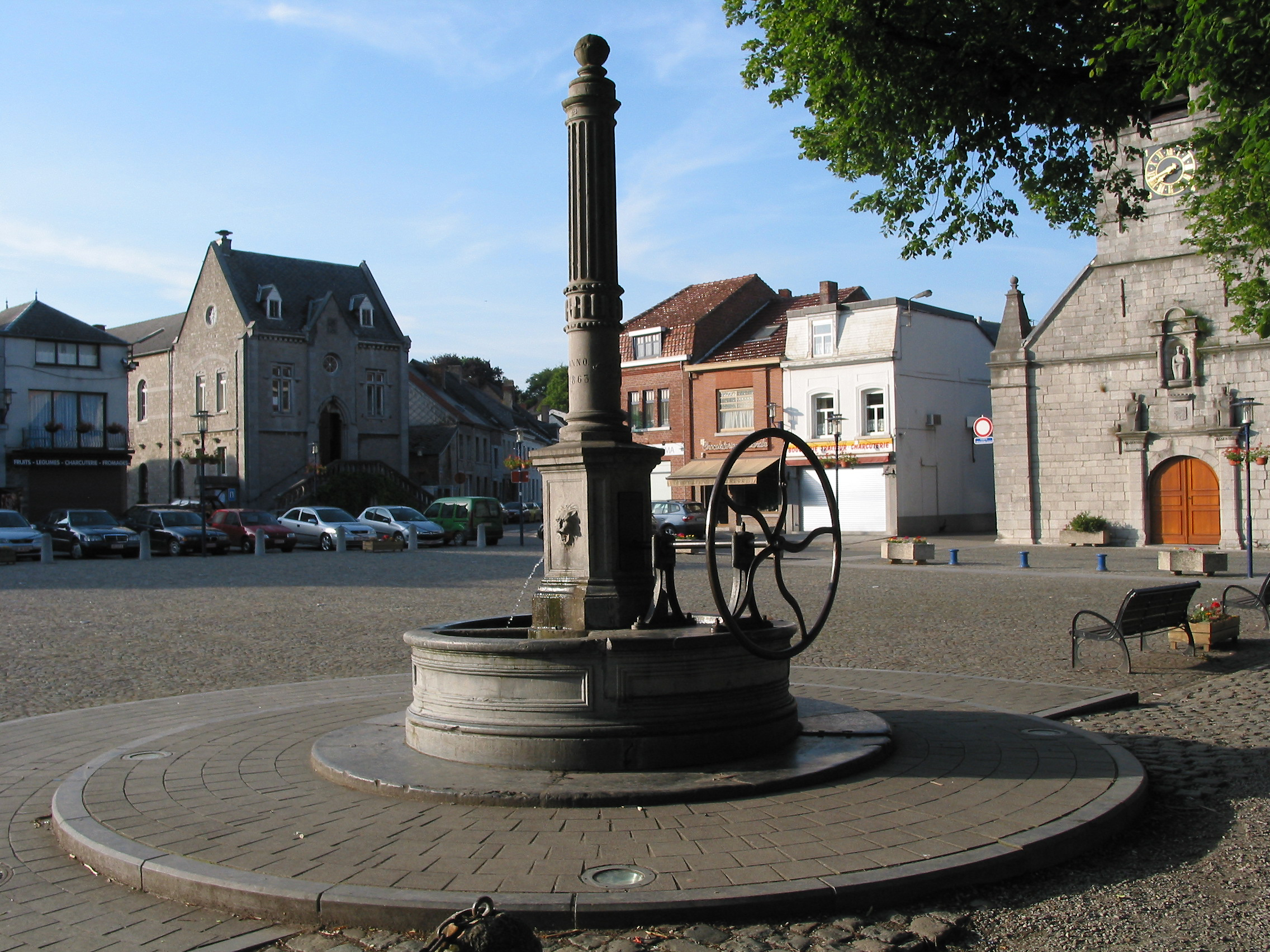
Falusi kézi szivattyú Belgiumban

A kézi szivattyú (vagy norton kút) kézzel működtethető szivattyú. A kifejtett emberi mechanikai erő a folyadékot és a levegőt az egyik helyről a másikra mozgatja. 
Ezt a szivattyút széles körben használják sok országban különböző ipari, öntözési és a szabadidős tevékenységek céljára. Több különböző típusú kézi szivattyú létezik, főleg a dugattyú által működtetett, membrános, vagy lapátos elvű, ami tartalmaz egy szelepet a be- és kijáratánál: amikor felhúzzuk a kart, akkor a kamrában az egyik szelep nyitni, a másik pedig zárni fog, ha pedig le, akkor pont az ellenkezője fog lejátszódni.

## Fordítás
- Ez a szócikk részben vagy egészben  a   Hand pump című angol Wikipédia-szócikk ezen változatának fordításán alapul.  Az eredeti cikk szerkesztőit annak laptörténete sorolja fel. Ez a jelzés csupán a megfogalmazás eredetét és a szerzői jogokat jelzi, nem szolgál a cikkben szereplő információk forrásmegjelöléseként.